# Settimana
La settimana è un periodo di tempo ciclico, regolare e costante di sette giorni, che dipende dal calendario lunisolare: l'unità cronologica minima che questo prende in considerazione, infatti, è una singola fase lunare tra le quattro principali mensili, nell'interazione fra i due luminari, il Sole e la Luna.

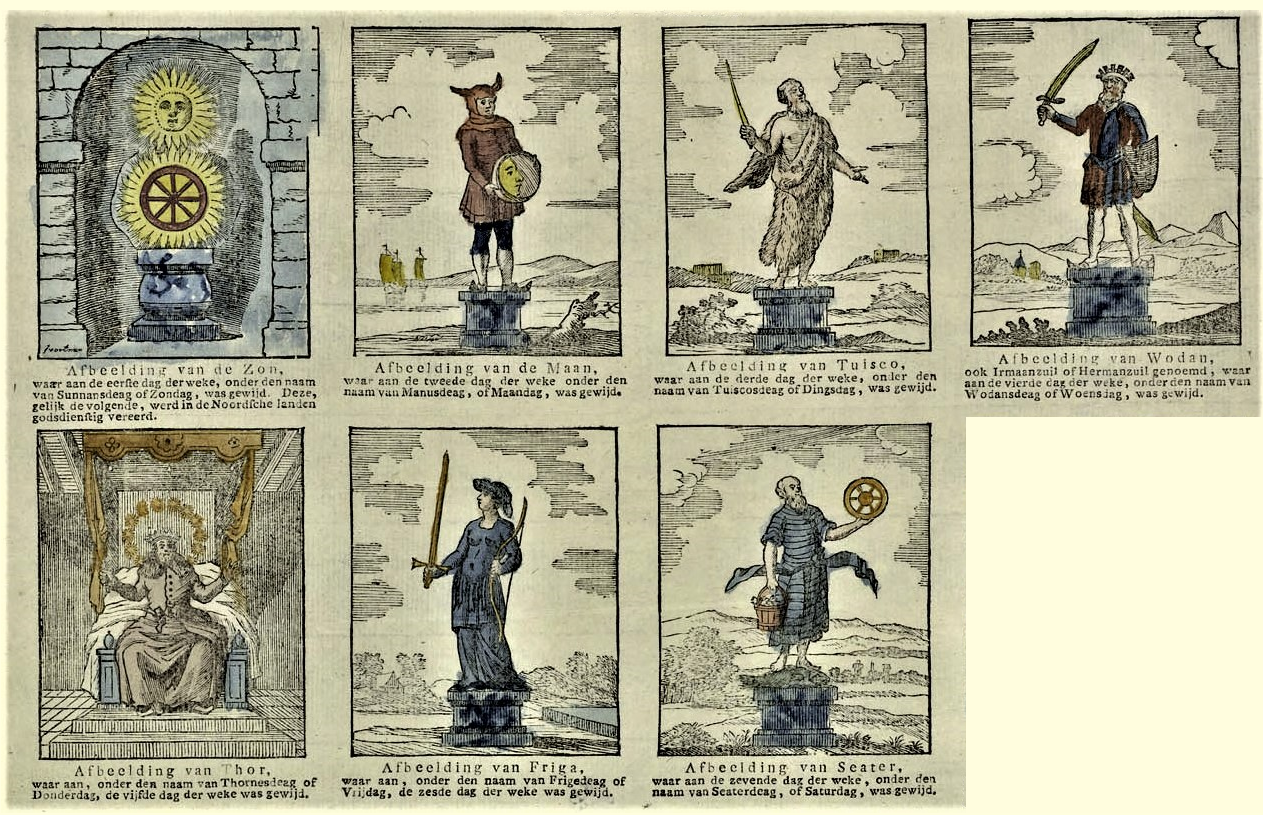
Illustrazione delle sette divinità germaniche che danno il nome ai corrispondenti giorni della settimana, su una stampa olandese: Zon-Domenica, Maan-Lunedì, Tuisco-Martedì, Wodan-Mercoledì, Thor-Giovedì, Friga-Venerdì, Seater-Sabato.

Il sette è inoltre un numero ricorrente nelle antiche scuole di esoterismo, al quale tradizionalmente venivano ricondotti i principi primordiali della realtà.

## Storia
La settimana aveva una valenza sacra in tutta l'area mesopotamica, culla anche della cultura ebraica e del suo calendario, in cui la sua istituzione risulta fra le più antiche. L'osservanza del sabato (il settimo giorno) e la cadenza settimanale sono accertate solo dopo l'esilio da Gerusalemme, cui   gli ebrei furono costretti a seguito della conquista babilonese del 586 a.C., ma probabilmente l'uso preesisteva da molto.
La settimana entrò anche nella pratica dei Caldei, caratterizzandosi, come era tipico della loro cultura, con una connotazione astrologica. La loro concezione del tempo era infatti più qualitativa che quantitativa. I Caldei associarono cioè ogni ora del giorno ad un pianeta, che ne determinava la qualità: l'associazione ad un certo pianeta rendeva in tal modo una certa ora adatta ad una specifica preghiera e ad un culto divino; vi erano pianeti che sovrintendevano agli affari, altri ai sentimenti, e così via. La vita dei fedeli veniva scandita con un sistema di rapida successione di diverse possibili attività a seconda del trascorrere delle ore.

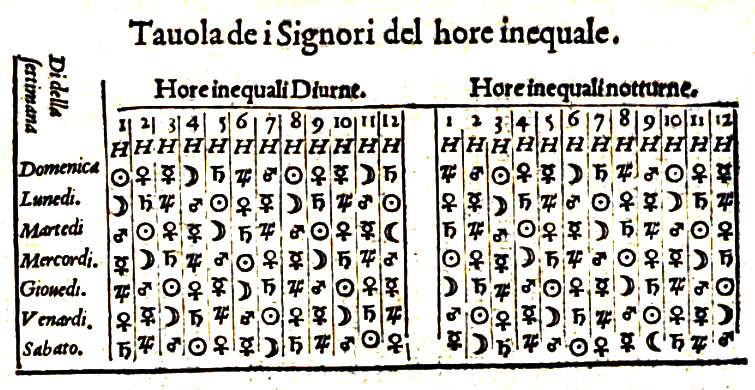
Tavola delle «ore ineguali» o «planetarie» di Egnazio Danti, che associa ogni pianeta al rispettivo giorno della settimana: la prima ora è quella che determina la qualità planetaria dell'intera giornata; ad esempio il sabato è associato a Saturno, la domenica al Sole, e così via. Le ore successive sono associate a pianeti diversi a seconda dei giorni della settimana.

I pianeti conosciuti nell'astronomia antica erano appunto sette; il termine pianeta, dal greco πλανήτες, planétes, significa «mobile» o «vagante», perché essi si muovevano nel cielo rispetto alle stelle fisse, anche con alcune irregolaritá. Associati a precise qualità astrologico-mitologiche, erano i seguenti, con accanto il glifo che li identificava:
- Saturno ()
- Giove ()
- Marte ()
- Sole ()
- Venere ()
- Mercurio ()
- Luna ()

Questi nomi sono di origine latina, e sono i corrispondenti romani di quelli greci. L'ordine è quello in uso tra gli astronomi di epoca ellenistica, e corrisponde all'ordine dei periodi orbitali o delle distanze dalla Terra decrescenti, definiti ad Alessandria d'Egitto probabilmente nel II secolo a.C.
Notiamo che Saturno è padre di Giove, che a sua volta lo è di Marte, di Apollo (cui è associato il Sole), di Venere e di Mercurio. Un ruolo a parte ha la Luna nell'Olimpo greco (Selene) e romano.

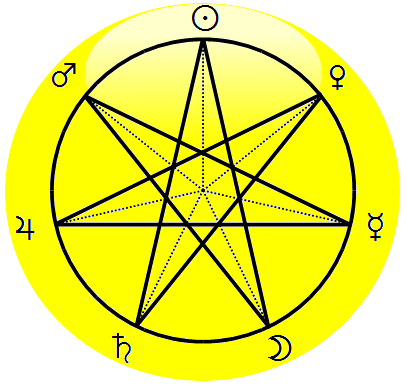
Schema di confronto tra l'ordine dei pianeti classici, disposti a cerchio secondo la loro progressiva distanza dalla Terra (Luna, Mercurio, Venere, Sole, Marte, Giove, Saturno), e la sequenza dei giorni della settimana che si ottiene congiungendo con una linea retta i punti più estremi fino a comporre una stella a sette punte (ettagramma).

Il pianeta che governa la prima ora è per i Caldei il pianeta dominante della giornata e ne caratterizza la qualità; il giorno prende nome da questo pianeta.
Dalla successione dei pianeti governatori delle prime ore otteniamo la successione dei giorni della settimana.
Se la prima ora di oggi è associata alla Luna vuol dire che oggi è lunedì; scorrendo le 24 ore e la corrispondente serie di pianeti si vede che la prima ora di domani è associata a Marte; quindi domani è martedì e così via.
Più semplicemente l'ordine della sequenza dei giorni della settimana si ottiene percorrendo i lati della stella a sette punte della figura qui riportata nel senso indicato dalla freccia.
Dai Caldei, attraverso i Greci, i nomi e le qualità dei giorni della settimana sono arrivati ai Romani nella forma latina seguente:
- dies Saturni, giorno ritenuto infausto,[9] che però poteva infondere forza di volontà nell'accettare una rinuncia o una privazione.[10]
- dies Solis, propizio per la connessione al soprannaturale, per iniziare un'attività o nel successo di un'impresa;[10]
- dies Lunae, dedicato alla cura dei campi, della casa, e della famiglia;[10]
- dies Martis, archetipo del coraggio, della forza e delle contese;[10]
- dies Mercurii, dio della rapidità, dei commerci e delle comunicazioni;[10]
- dies Iovis, archetipo della crescita, dell'abbondanza, e della prosperità;[10]
- dies Veneris, governatrice dell'arte, della bellezza e dell'amore.[10]

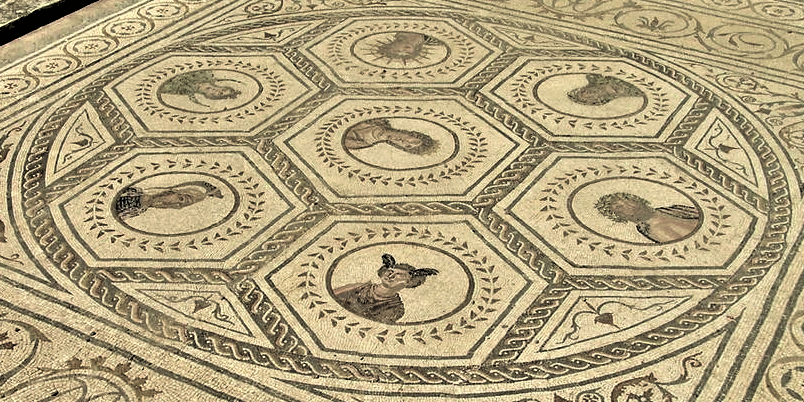
Mosaico romano ad Italica (Spagna), nella Casa del Planetario, che raffigura i giorni della settimana nelle sembianze delle sette divinità pianetarie (Venere al centro, poi a partire da destra, in senso antiorario, Giove, Saturno, Apollo, Luna, Marte, Mercurio).

Il calendario settimanale si diffuse a Roma e in tutto l'Impero; fu il suo valore astrologico a decretarne il successo e a farne una istituzione del calendario: nel I secolo a.C. era già introdotto a Roma; certamente lo era dopo la conquista dell'Egitto ad opera di Augusto (30 a.C.) se non prima.
Ai tempi della Repubblica i Romani usavano un ciclo di 8 giorni detto nundinum che significa (periodo) di nove giorni, soprattutto ad uso dei mercati: i calendari romani portavano l'indicazione del giorno delle nundinae con una lettera (A-H) che accompagnava tutti i giorni dell'anno. Le nundinae sono state in uso fino al II secolo d.C., poi vennero soppiantate dalla settimana.
I primi cristiani erano di origine ebraica, usavano la settimana ebraica e onoravano il sabato. Il graduale allontanamento dall'originale matrice ebraica che caratterizzò lo sviluppo del cristianesimo antico, si manifestò in molti modi e anche nella liturgia festiva. Il giorno sacro è quello nel quale Cristo è risorto e questo secondo i vangeli è avvenuto in un giorno successivo al sabato; di qui la decisione di rendere festivo il giorno successivo al sabato, cioè il dies Solis che divenne dies Domini.
I cristiani mantennero l'uso della settimana, anche per loro un istituto divino, ma cambiarono il giorno dedicato al Signore e successivamente proibirono (sinodo di Laodicea, 360 circa) di celebrare il sabato.
La settimana ebraica si trasferì dunque con le variazioni citate in quella cristiana, che a Roma si fuse con quella astrologica. L'astrologia si era diffusa nell'Impero romano prima e più velocemente del cristianesimo, e quando la Chiesa conquistò la supremazia religiosa nell'Impero (inizio del IV secolo) l'uso era ormai molto ben radicato.
I cristiani cercarono di imporre nuovi nomi in sostituzione della terminologia pagana ma non riuscirono a cambiare una tradizione popolare ormai consolidata. Vi riuscirono invece i cristiani ortodossi, che mantennero una nomenclatura simile a quella ebraica.
Ai margini dell'Impero, ad esempio in Britannia e Germania, la diffusione del cristianesimo avvenne più tardi, e qui i nomi astrologici sopravvissero: né il sabato, né la domenica sono entrati nell'uso. I popoli sassoni e nordici hanno tradotto i nomi delle divinità latine nei corrispondenti locali:
- Marte in Týr,
- Mercurio in Woden o Odino,
- Giove in Thor, Donar o Thunar,
- Venere in Freia (oppure in Frigg),
- Luna in Màni o Mona.

Nell'odierno inglese, il sabato rimase dedicato al dio romano Saturno e diviene Saturday. La domenica dei romani era il primo giorno della settimana e a partire da Costantino I divenne un giorno festivo dedicato al Sol Invictus. Sole in inglese si dice Sun, quindi domenica è il "giorno del Sole" o Sunday. Il lunedì era il secondo giorno della settimana, dedicato alla Luna (Moon) quindi Monday, ecc.
In tedesco la denominazione dei giorni (Tag) della settimana è simile all'inglese: sabato è Samstag, domenica è Sonntag (Sonne è il Sole), lunedì è Montag, ma la parola "mercoledì" (Mittwoch) significa «metà della settimana» (iniziando a contare da domenica).
Quindi la settimana astrologica che oggi usiamo è nata da un complesso di contributi:
- ebraico: come istituzione sacra
- egizio: la suddivisione del giorno in 24 ore
- caldeo: le corrispondenze astrologiche
- ellenistico: ordine dei pianeti
- latino: nomi dei pianeti
- cristiano: emancipazione dalla matrice giudaica e definitiva consacrazione e diffusione della settimana

Gli ebrei chiamano il pianeta Saturno "Shabtai", cioè il pianeta del sabato: adottando un processo inverso a quello dei caldei, hanno dato al pianeta il nome del giorno della settimana.
Anche l'Islam adottò la settimana, seppure con variazioni del giorno festivo e del suo nome, analogamente a quanto fecero i cristiani.

## La settimana nell'anno
Nei calendari moderni la settimana corrisponde a sette giorni.
Un anno è composto da poco più di 52 settimane:
- 52 settimane e un giorno
- 52 settimane e due giorni negli anni bisestili

Lo standard internazionale ISO 8601 assegna anche un numero a ogni settimana dell'anno.
Le settimane che si trovano parte in un anno e parte in un altro vengono considerate appartenenti all'anno che le contiene per almeno quattro giorni:
la settimana 01 dell'anno è quindi la prima settimana che contiene quattro o più giorni del nuovo anno.
Può essere anche equivalentemente definita come:
- la settimana che contiene il primo giovedì dell'anno;
- la settimana che contiene il 4 gennaio;
- la settimana che inizia con il lunedì fra il 29 dicembre e il 4 gennaio.

Ne deriva che se il 1º gennaio è un lunedì, martedì, mercoledì o giovedì allora è nella settimana 01. Se è un venerdì, sabato o domenica allora appartiene all'ultima settimana (52ª o 53ª) dell'anno precedente.

### Anni di 52 o 53 settimane
Ancora secondo lo standard internazionale ISO 8601, in un anno sono presenti 52 o 53 settimane: in questo modo ogni anno può essere composto di 52 o – seppure più raramente – di 53 settimane.
Gli anni costituiti di 53 settimane possono essere individuati secondo la definizione:
- anni comuni che iniziano di giovedì (lettera domenicale D) e anni bisestili che iniziano di mercoledì (ED) o giovedì (DC)

o anche, in modo equivalente:
- anni comuni che terminano di giovedì (lettera domenicale D); anni bisestili che terminano di giovedì (ED) o venerdì (DC)
- anni comuni in cui il 1º gennaio e il 31 dicembre ricorrono entrambi di giovedì; anni bisestili in cui il 1º gennaio e il 30 dicembre ricorrono entrambi di mercoledì o di giovedì.

L'anno liturgico è composto di 52 o 53 settimane (fanno ovviamente eccezione gli anni liturgici a cavallo dell'adozione del calendario gregoriano. Per i paesi cattolici l'anno liturgico contenente la Pasqua 1582 ha 350 giorni ossia 50 settimane).

## Altri usi del termine
- La "settimana santa" è tradizionalmente per i cristiani la settimana che va dalla domenica delle Palme al Sabato santo compresi[12], mentre la domenica di Pasqua è il primo giorno dell'Ottava di Pasqua, che dura fino alla domenica successiva (inclusa). La sua collocazione all'interno dell'anno non è fissa, ma dipende da considerazioni astronomiche ben definite.
- In epoca attuale, per "settimana bianca" si intende un periodo passato in montagna, tipicamente d'inverno, per dedicarsi allo sci o allo snowboard; la durata di tale periodo non è necessariamente di sette giorni.